# Прапори та герби адміністративних одиниць України
Ця галерея містить прапори та герби областей, районів, колишніх районів (1966-2020) і міських районів України.

## АР Крим

Прапор Автономної Республіки Крим
Герб Автономної Республіки Крим

### Райони

Прапор Бахчисарайського району
Герб Бахчисарайського району
Прапор Білогірського району
Герб Білогірського району
Прапор Джанкойського району
Герб Джанкойського району
Прапор Кіровського району
Герб Кіровського району
Прапор Красногвардійського району
Герб Красногвардійського району
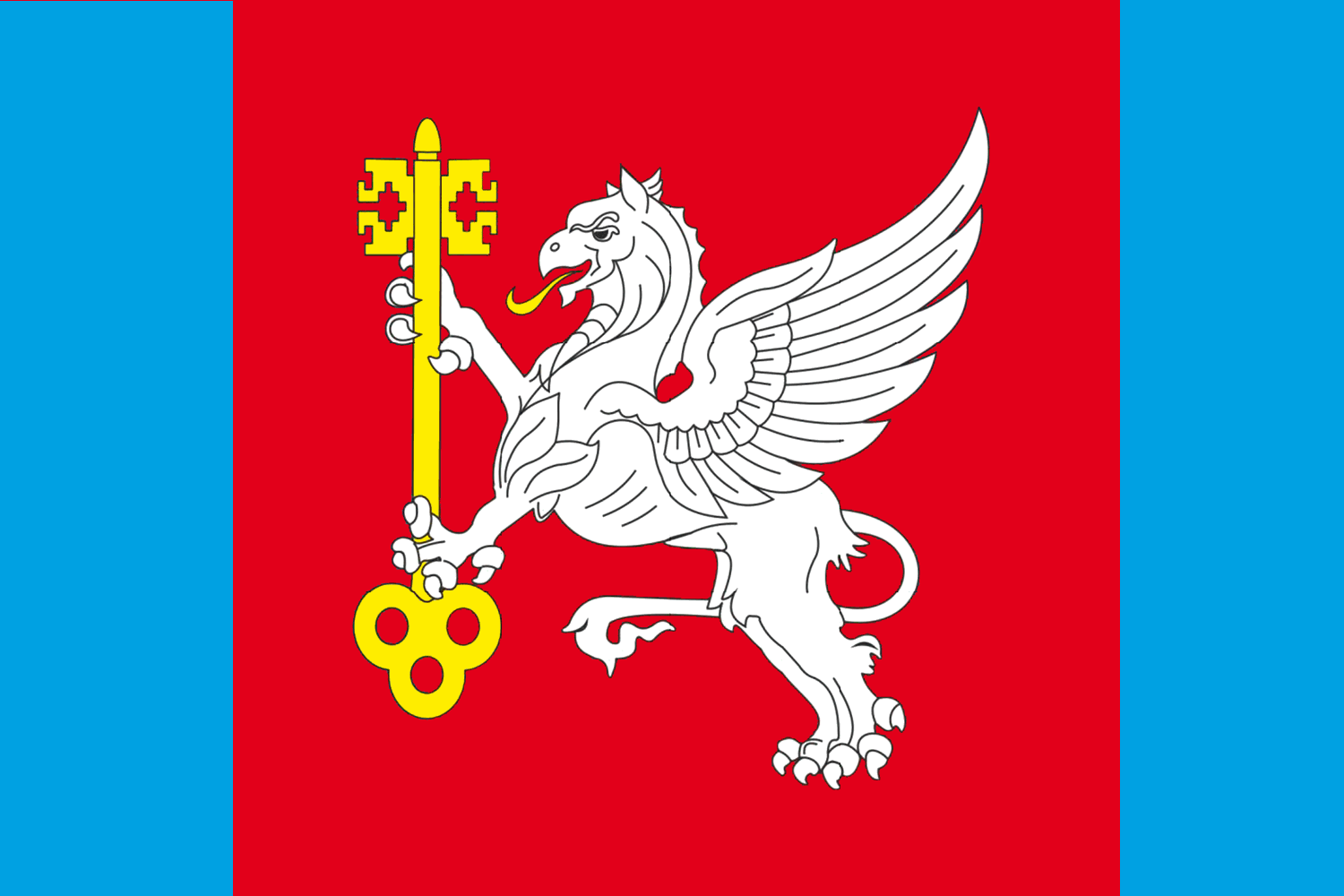
Прапор Красноперекопського району
Герб Красноперекопського району
Прапор Ленінського району
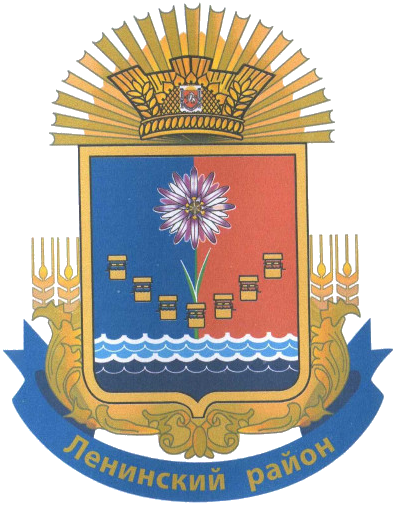
Герб Ленінського району
Прапор Нижньогірського району
Герб Нижньогірського району
Прапор Первомайського району
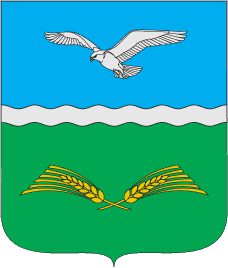
Герб Первомайського району
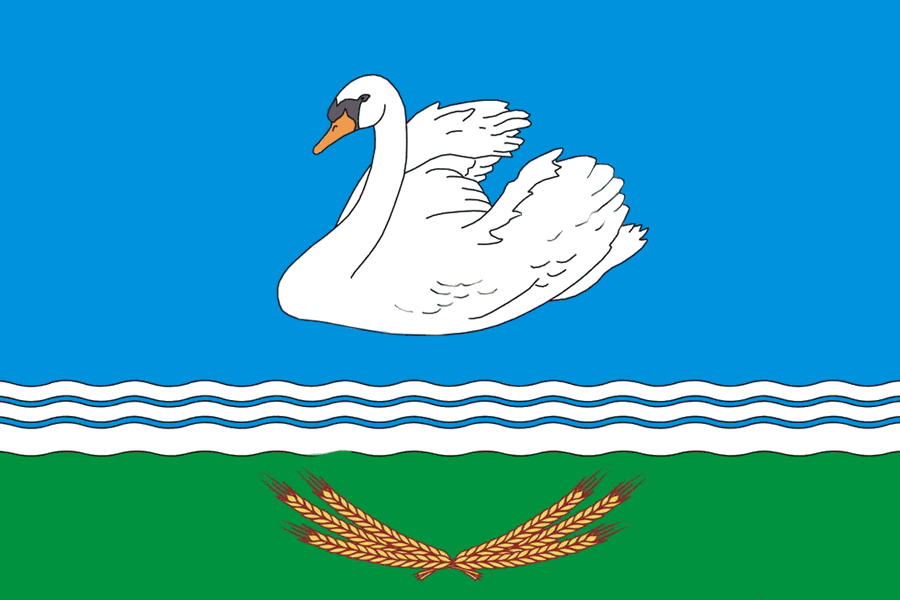
Прапор Роздольненського району
Герб Роздольненського району
Прапор Сакського району
Герб Сакського району
Прапор Сімферопольського району
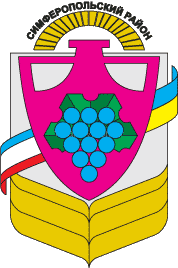
Герб Сімферопольського району
Прапор Совєтського району Криму
Герб Совєтського району Криму
Прапор Чорноморського району
Герб Чорноморського району

## Вінницька область

Прапор Вінницької області
Герб Вінницької області

### Райони

Прапор Вінницького району
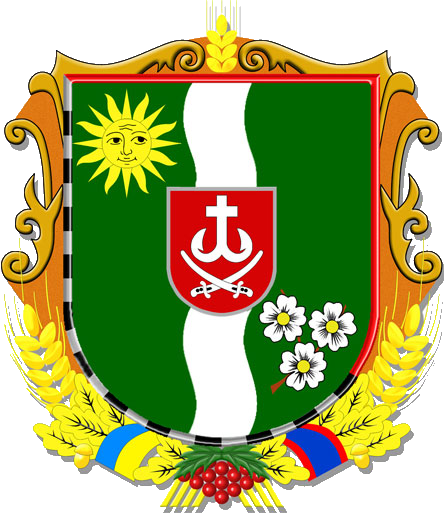
Герб Вінницького району
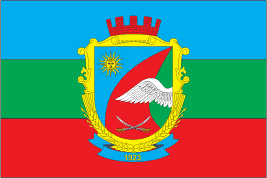
Прапор Гайсинського району
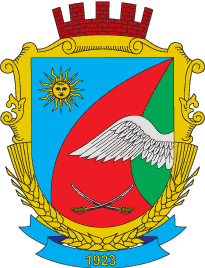
Герб Гайсинського району
Прапор Жмеринського району
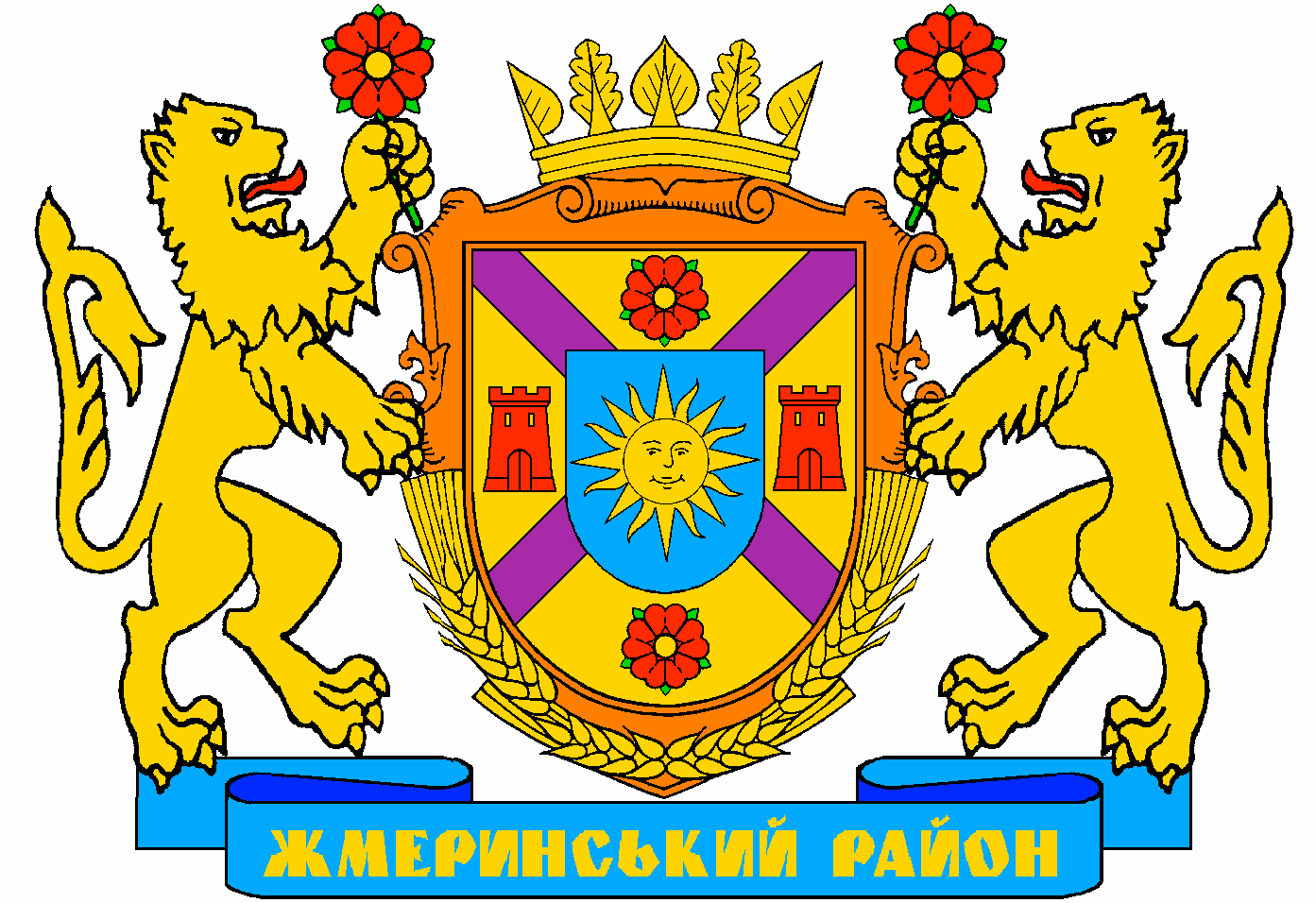
Герб Жмеринського району
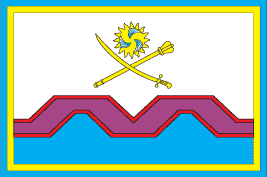
Прапор Могилів-Подільського району
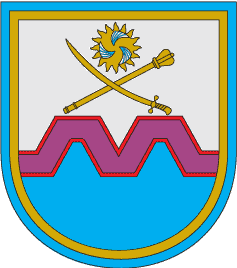
Герб Могилів-Подільського району
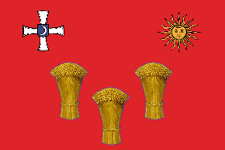
Прапор Тульчинського району
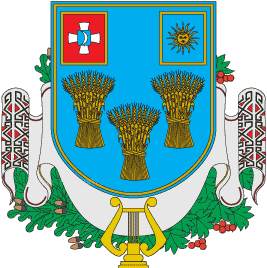
Герб Тульчинського району
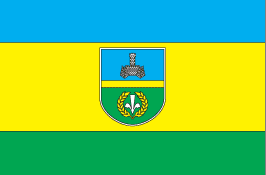
Прапор Хмільницького району
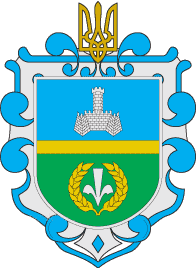
Герб Хмільницького району

## Волинська область

Прапор Волинської області
Герб Волинської області

### Райони

Прапор Володимирського району
Герб Володимирського району
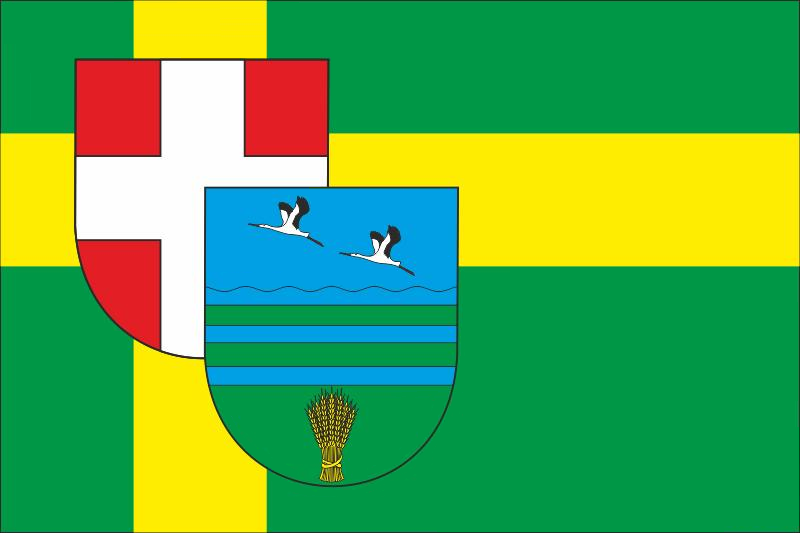
Прапор Камінь-Каширського району
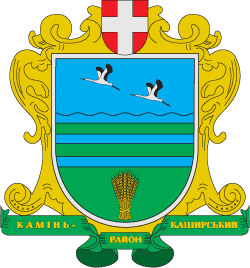
Герб Камінь-Каширського району
Прапор Ковельського району
Герб Ковельського району
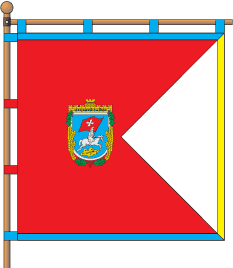
Прапор Луцького району
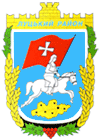
Герб Луцького району

## Дніпропетровська область

Прапор Дніпропетровської області
Герб Дніпропетровської області

### Райони

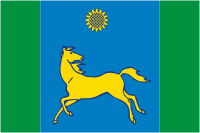
Прапор Дніпровського району
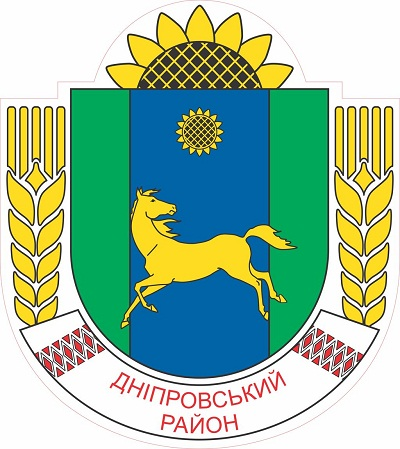
Герб Дніпровського району
Прапор Кам'янського району
Герб Кам'янського району
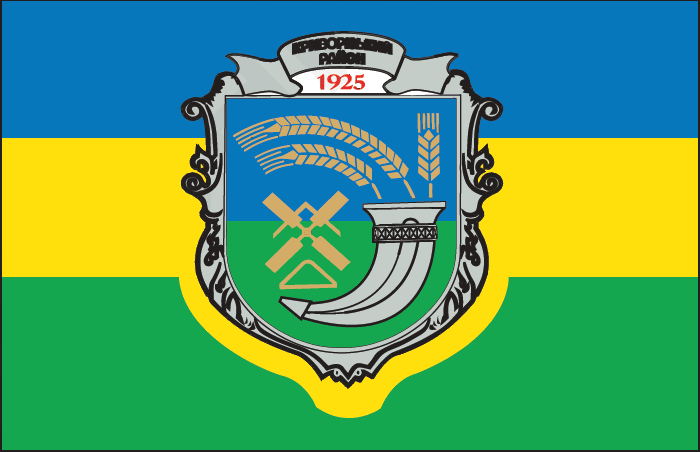
Прапор Криворізького району
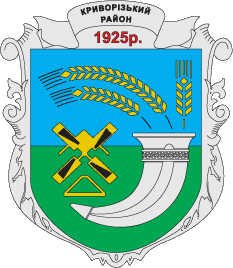
Герб Криворізького району
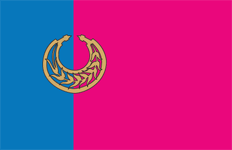
Прапор Нікопольського району
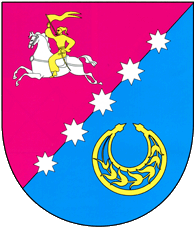
Герб Нікопольського району
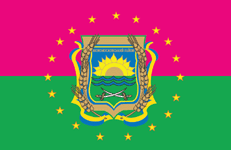
Прапор Новомосковського району
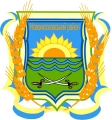
Герб Новомосковського району
Прапор Павлоградського району
Герб Павлоградського району
Прапор Синельниківського району
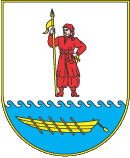
Герб Синельниківського району

## Донецька область

Прапор Донецької області
Герб Донецької області

### Райони

Прапор Бахмутського району
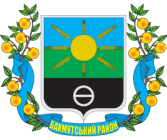
Герб Бахмутського району
Прапор Волноваського району
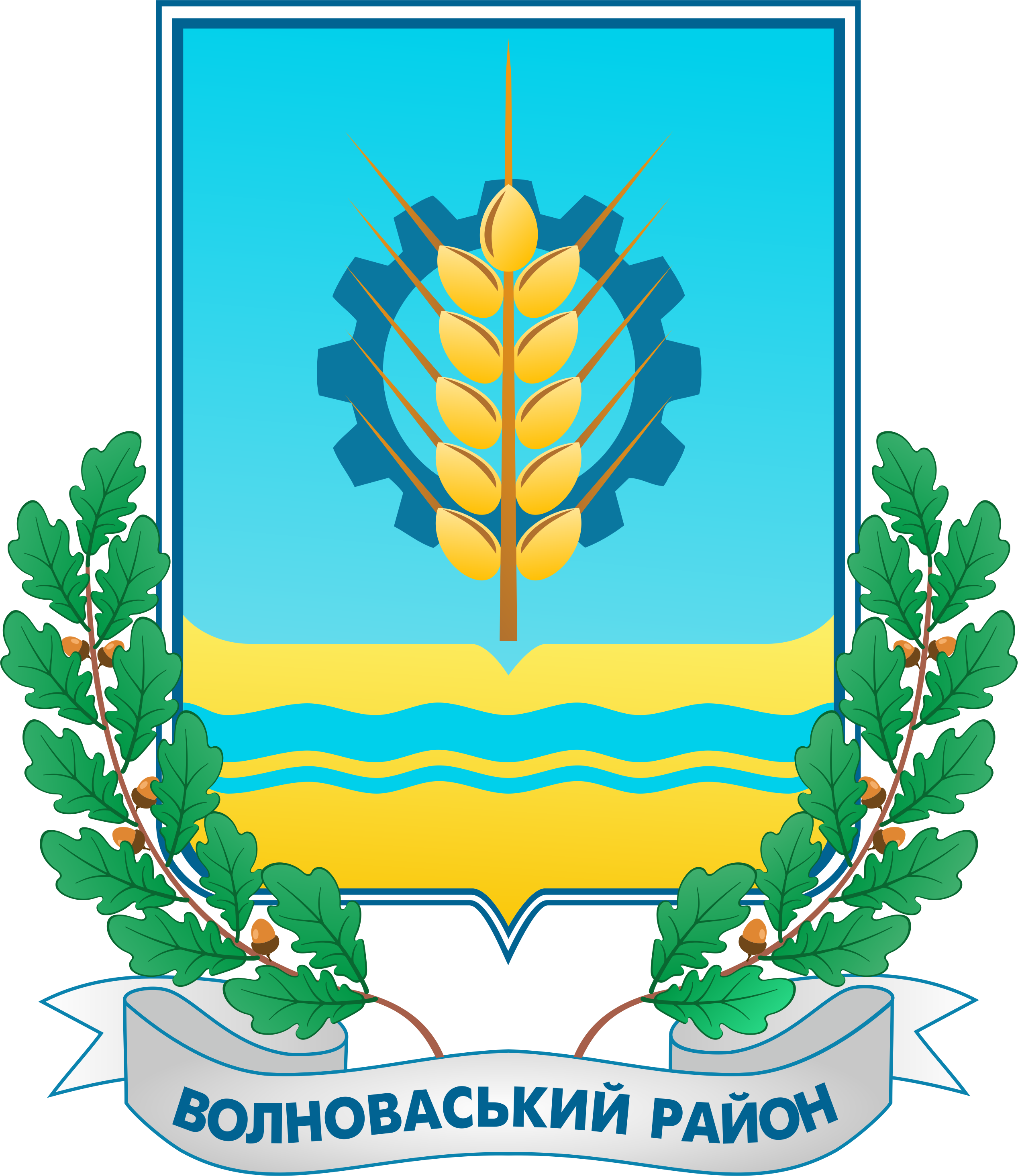
Герб Волноваського району
Прапор Горлівського району
Герб Горлівського району
Прапор Донецького району
Герб Донецького району
Прапор Кальміуського району
Герб Кальміуського району
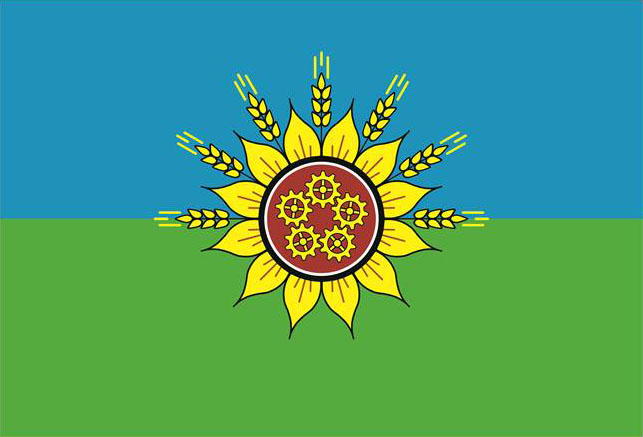
Прапор Краматорського району
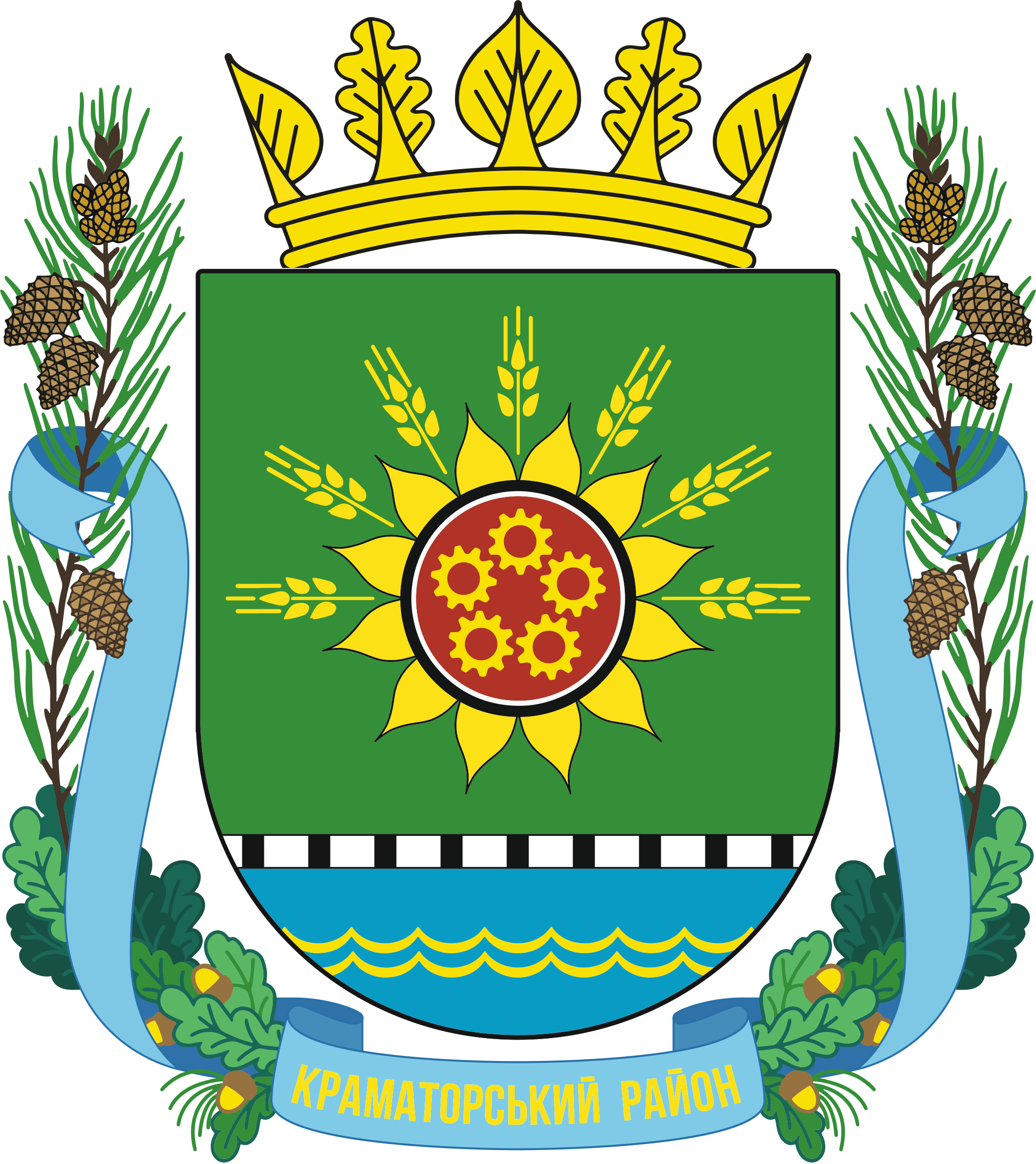
Герб Краматорського району
Прапор Маріупольського району
Герб Маріупольського району
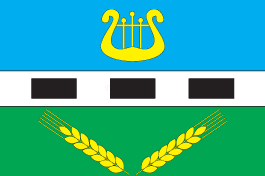
Прапор Покровського району
Герб Покровського району

## Житомирська область

Прапор Житомирської області
Герб Житомирської області

### Райони

Прапор Бердичівського району
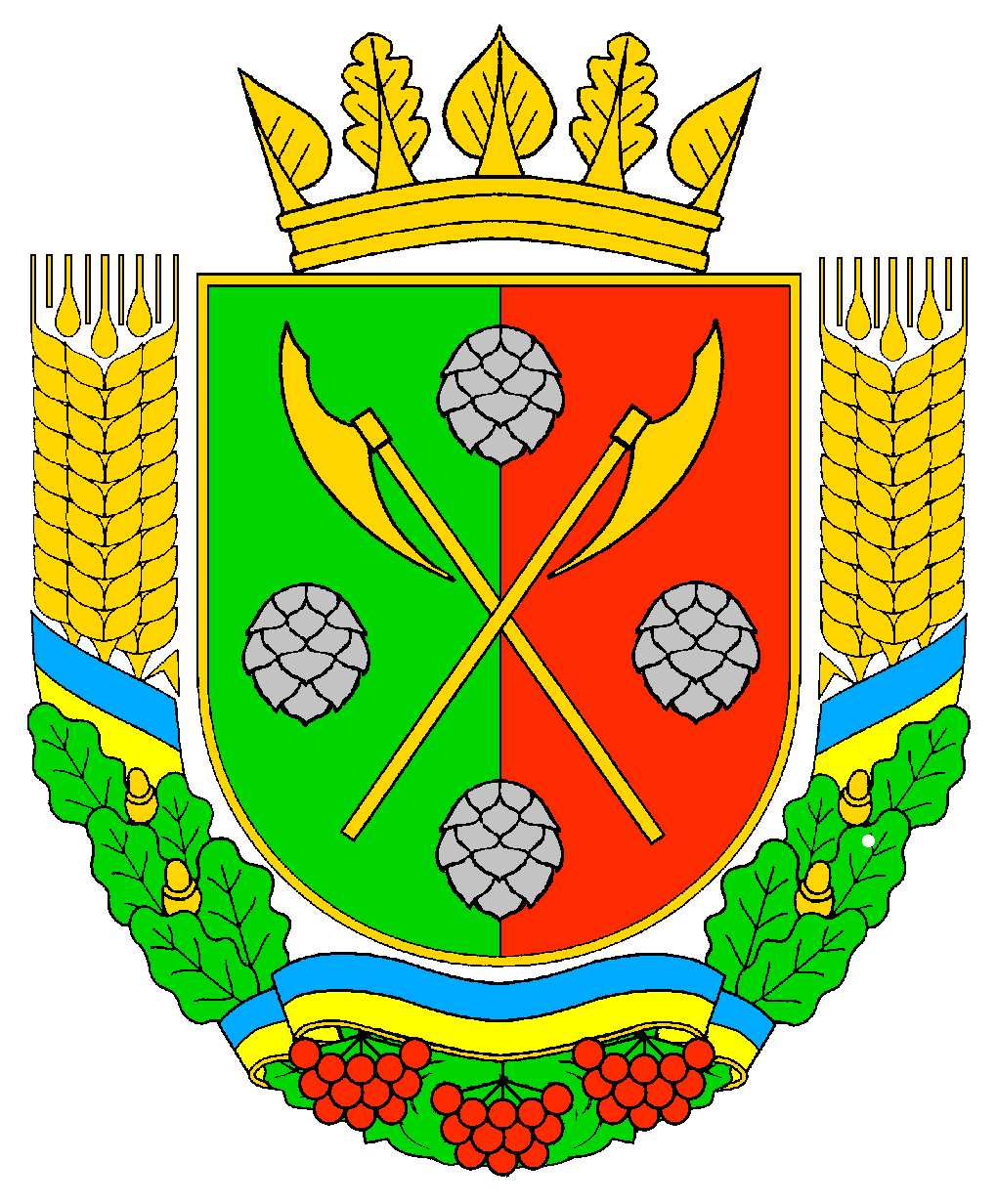
Герб Бердичівського району
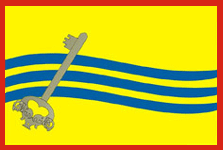
Прапор Житомирського району
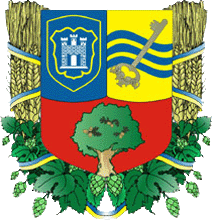
Герб Житомирського району
Прапор Коростенського району
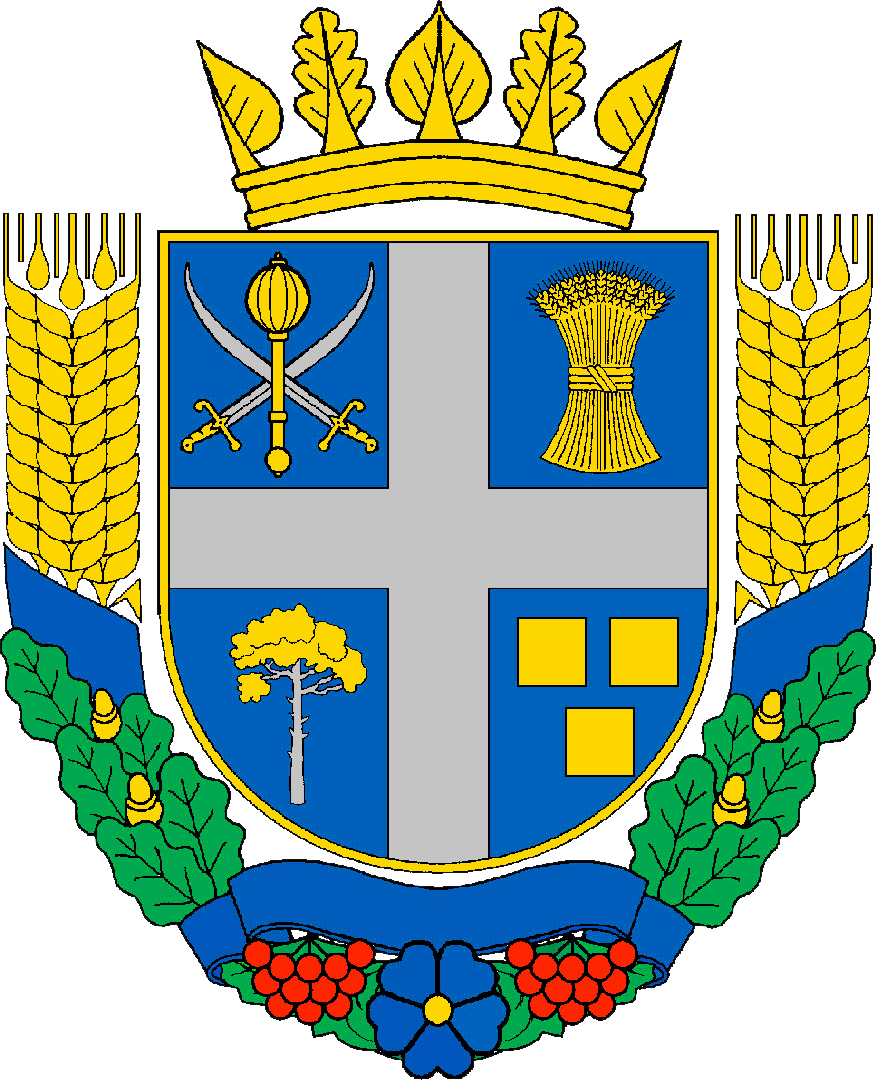
Герб Коростенського району
Прапор Новоград-Волинського району
Герб Новоград-Волинського району

## Закарпатська область

Прапор Закарпатської області
Герб Закарпатської області

### Райони

Прапор Берегівського району
Герб Берегівського району
Прапор Мукачівського району
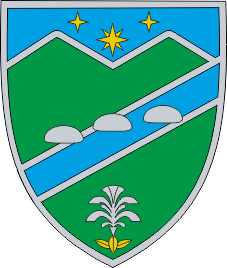
Герб Мукачівського району
Прапор Рахівського району
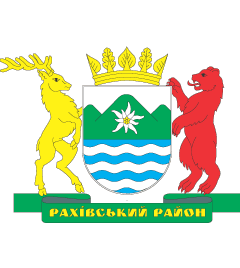
Герб Рахівського району
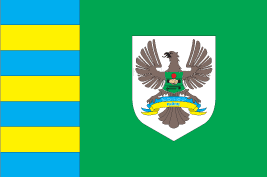
Прапор Тячівського району
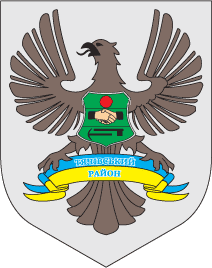
Герб Тячівського району
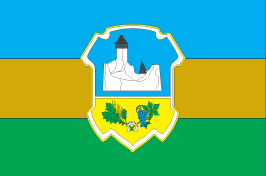
Прапор Ужгородського району
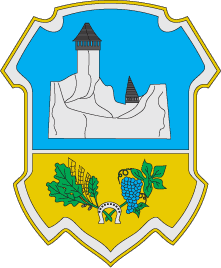
Герб Ужгородського району
Прапор Хустського району
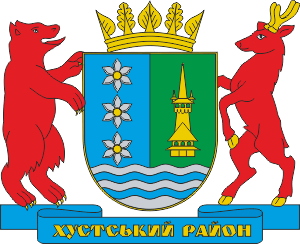
Герб Хустського району

## Запорізька область

Прапор Запорізької області
Герб Запорізької області

### Райони

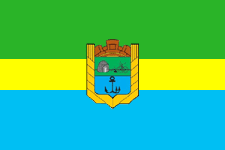
Прапор Бердянського району
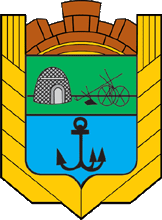
Герб Бердянського району
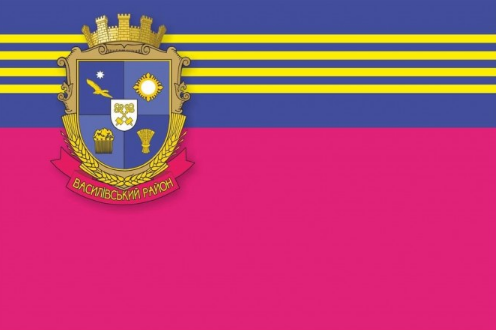
Прапор Василівського району
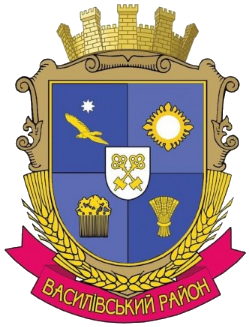
Герб Василівського району
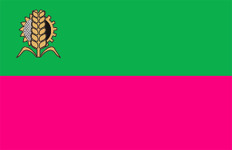
Прапор Запорізького району
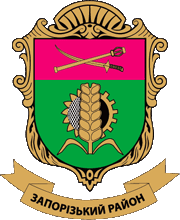
Герб Запорізького району
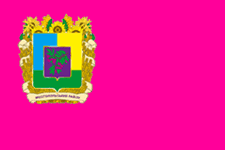
Прапор Мелітопольського району
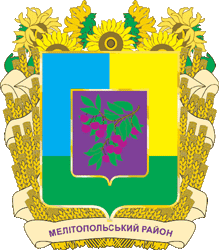
Герб Мелітопольського району
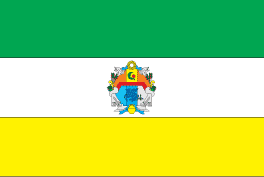
Прапор Пологівського району
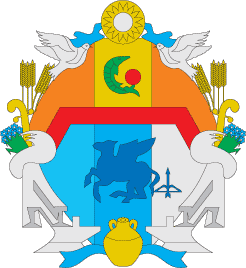
Герб Пологівського району

## Івано-Франківська область

Прапор Івано-Франківської області
Герб Івано-Франківської області

### Райони

Прапор Верховинського район
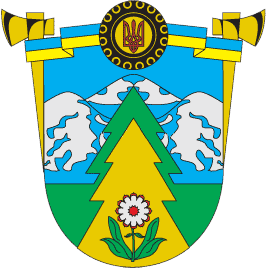
Герб Верховинського району
Прапор Івано-Франківського району
Герб Івано-Франківського району
Прапор Калуського району
Герб Калуського району
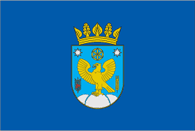
Прапор Коломийського району
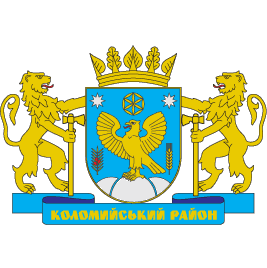
Герб Коломийського району
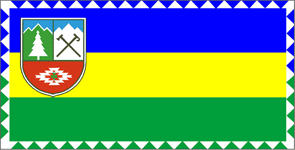
Прапор Косівського району
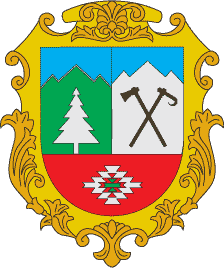
Герб Косівського району
Прапор Надвірнянського району
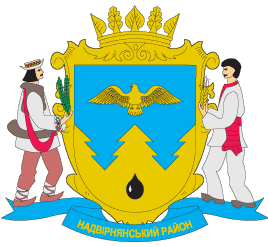
Герб Надвірнянського району

## Київська область

Прапор Київської області
Герб Київської області

### Райони

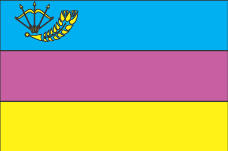
Прапор Білоцерківського району
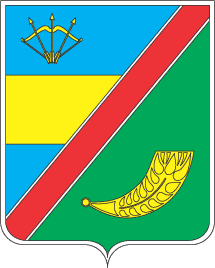
Герб Білоцерківського району
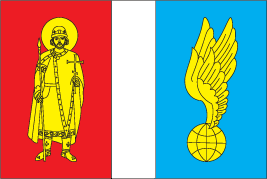
Прапор Бориспільського району
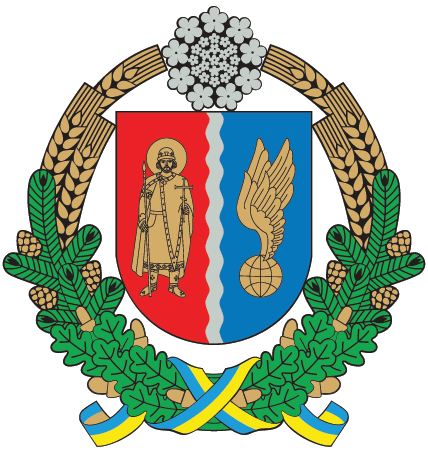
Герб Бориспільського району
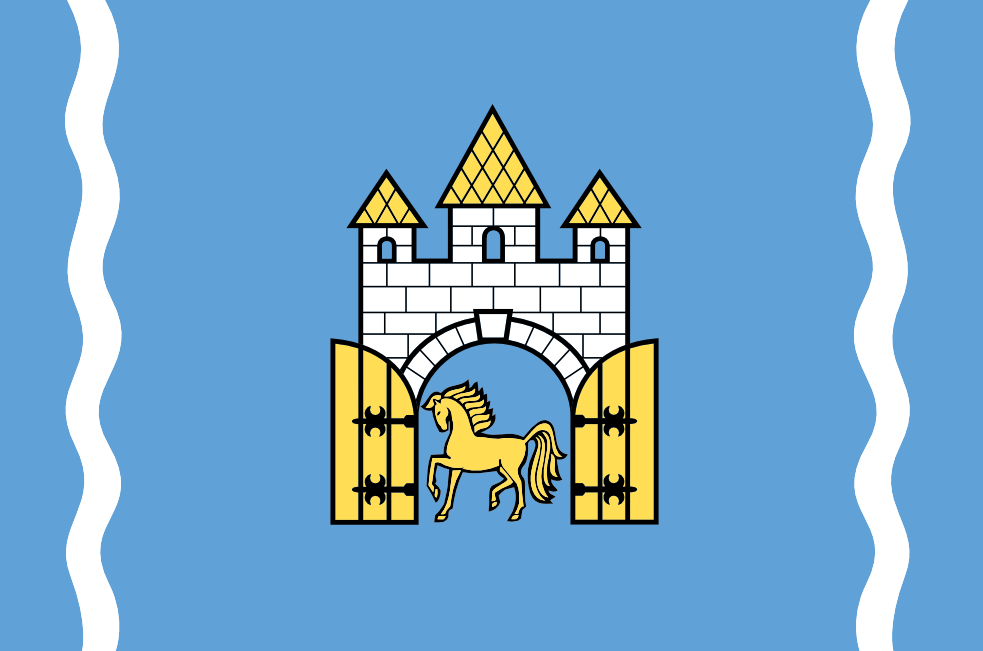
Прапор Броварського району
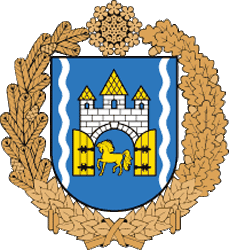
Герб Броварського району
Прапор Бучанського району
Герб Бучанського району
Прапор Вишгородського району
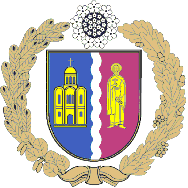
Герб Вишгородського району
Прапор Обухівського району
Герб Обухівського району
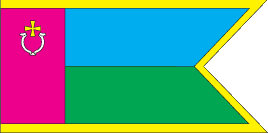
Прапор Фастівського району
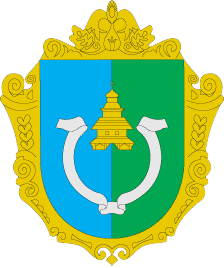
Герб Фастівського району

## Кіровоградська область

Прапор Кіровоградської області
Герб Кіровоградської області

### Райони

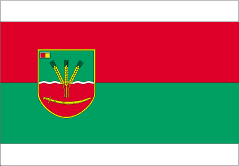
Прапор Голованівського району
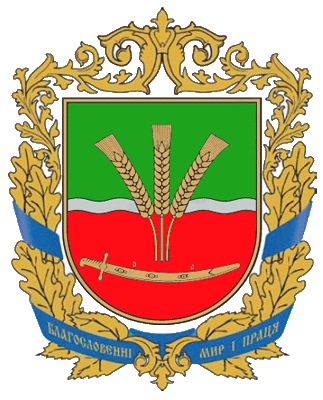
Герб Голованівського району
Прапор Кіровоградського району
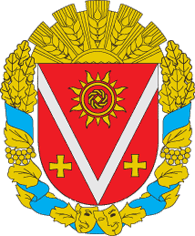
Герб Кіровоградського району
Прапор Новоукраїнського району
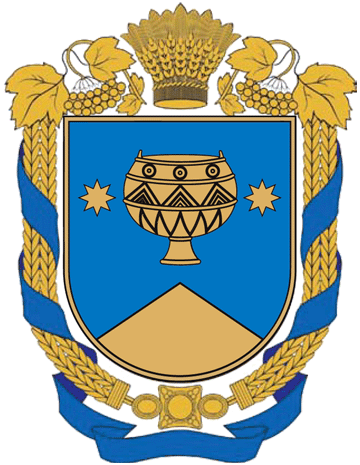
Герб Новоукраїнського району
Прапор Олександрійського району
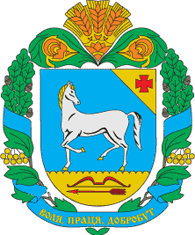
Герб Олександрійського району

## Луганська область

Прапор Луганської області
Герб Луганської області

### Райони

Прапор Алчевського району
Герб Алчевського району
Прапор Довжанського району
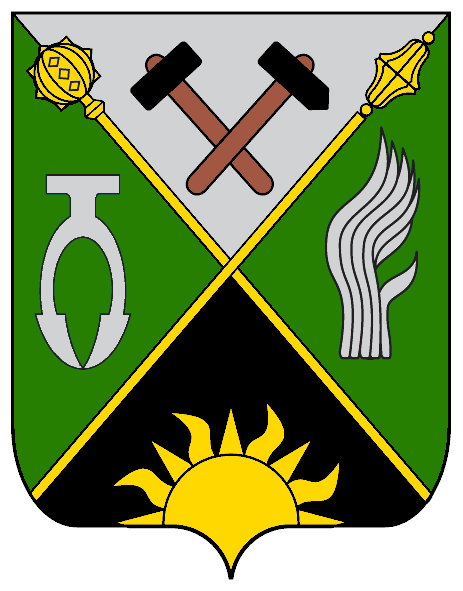
Герб Довжанського району
Прапор Луганського району
Герб Луганського району
Прапор Ровеньківського району
Герб Ровеньківського району
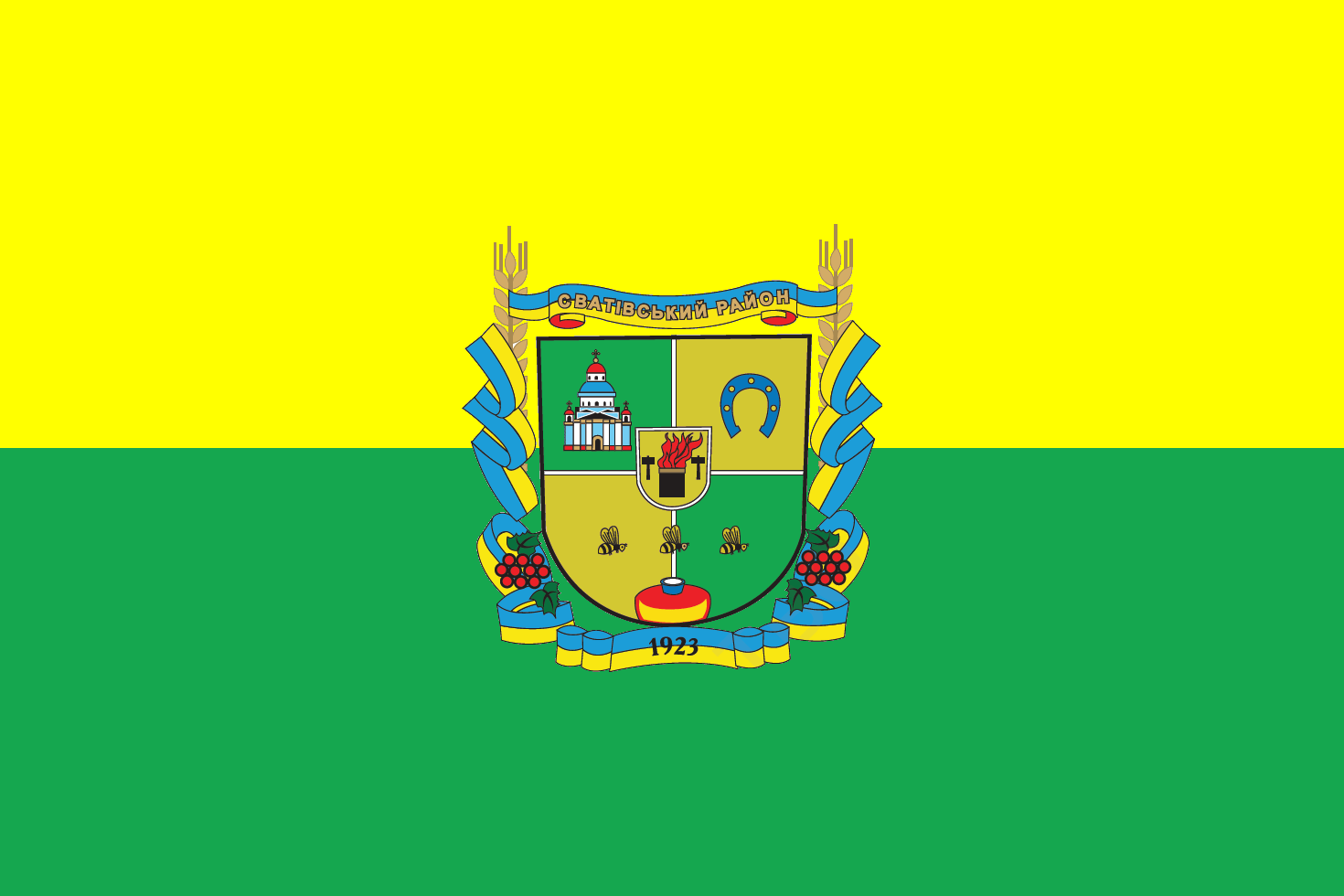
Прапор Сватівського району
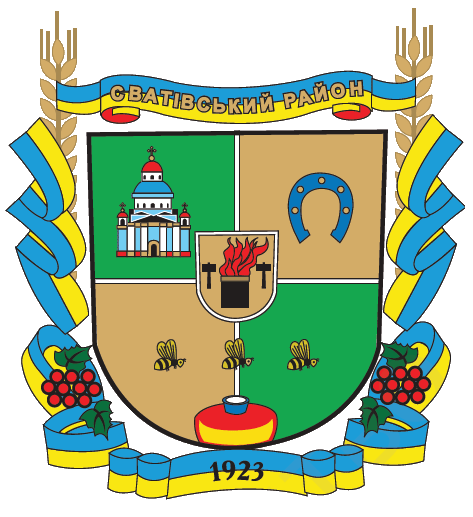
Герб Сватівського району
Прапор Сєвєродонецького району
Герб Сєвєродонецького району
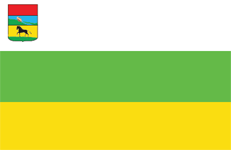
Прапор Старобільського району
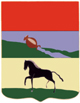
Герб Старобільського району
Прапор Щастинського району
Герб Щастинського району

## Львівська область

Прапор Львівської області
Герб Львівської області

### Райони

Прапор Дрогобицького району
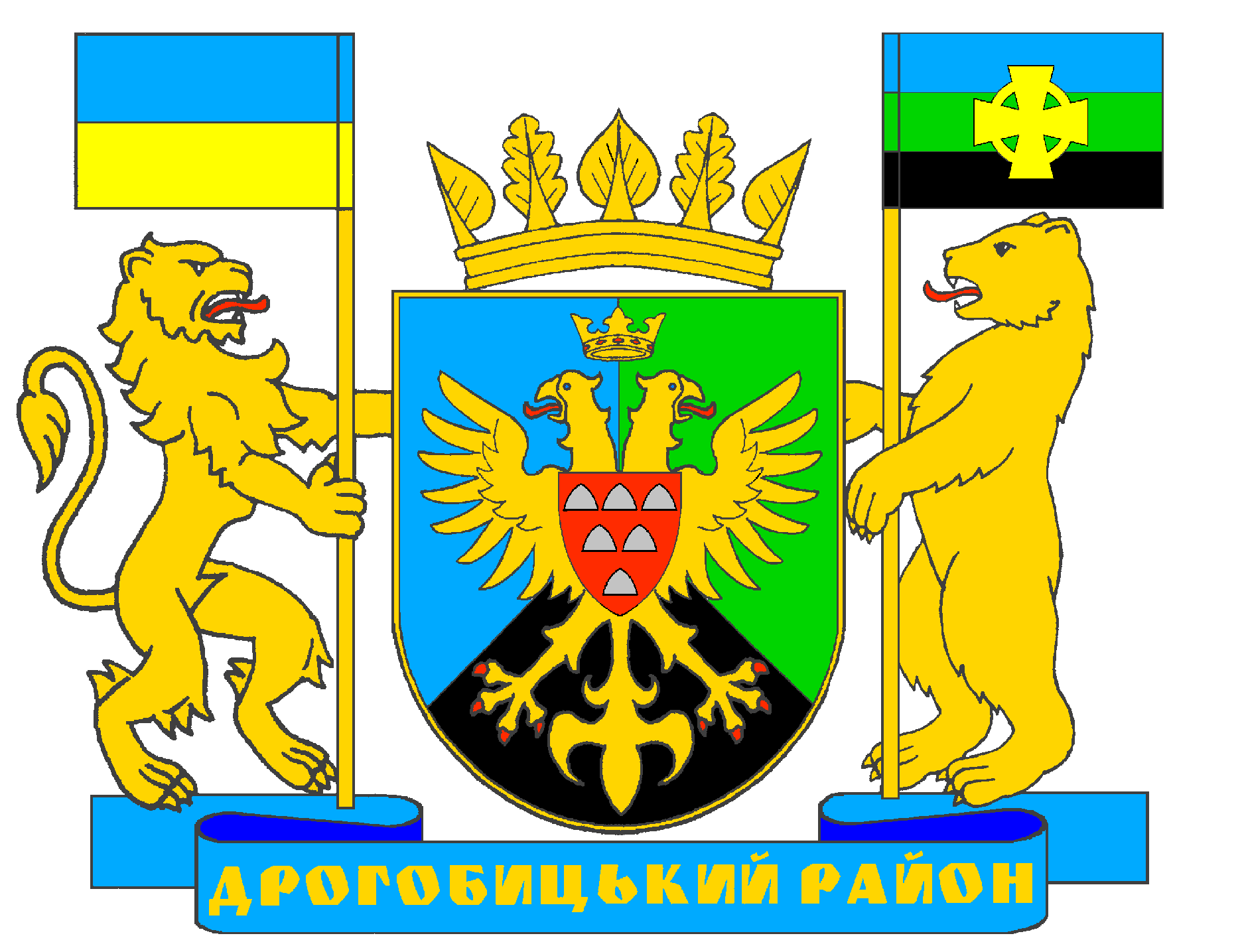
Герб Дрогобицького району
Прапор Золочівського району
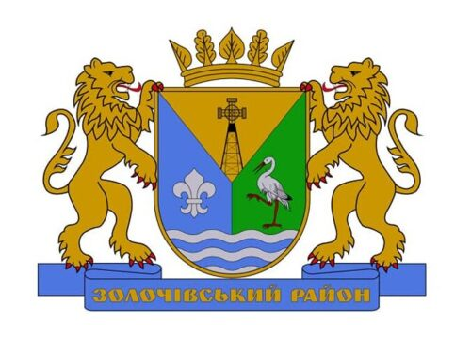
Герб Золочівського району
Прапор Львівського району
Герб Львівського району
Прапор Самбірського району
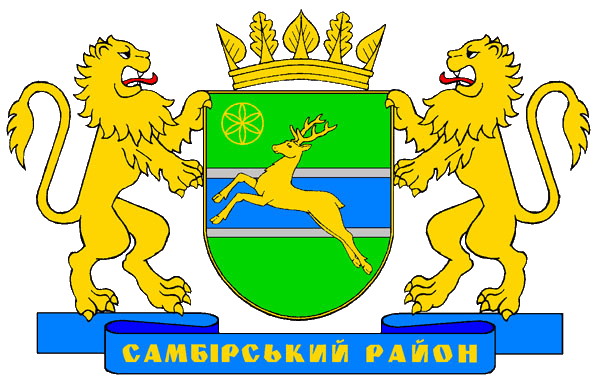
Герб Самбірського району
Прапор Стрийського району
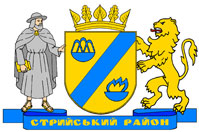
Герб Стрийського району
Прапор Червоноградського району
Герб Червоноградського району
Прапор Яворівського району
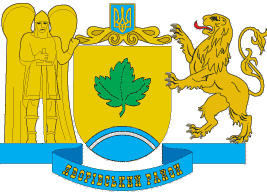
Герб Яворівського району

## Миколаївська область

Прапор Миколаївської області
Герб Миколаївської області

### Райони

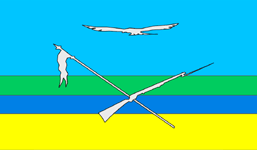
Прапор Баштанського району
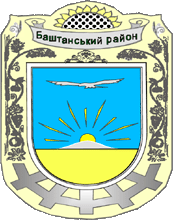
Герб Баштанського району
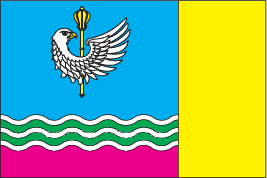
Прапор Вознесенського району
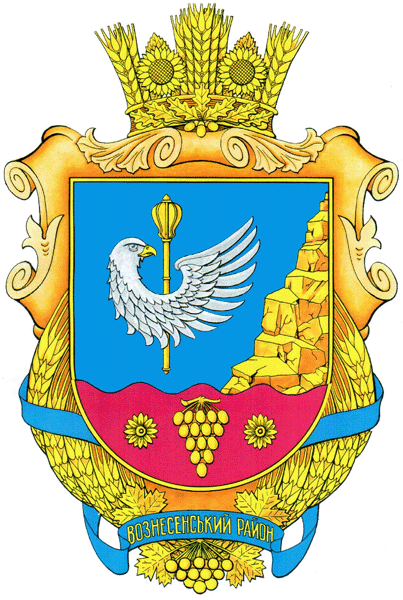
Герб Вознесенського району
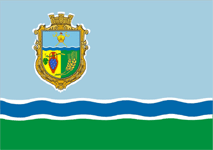
Прапор Миколаївського району
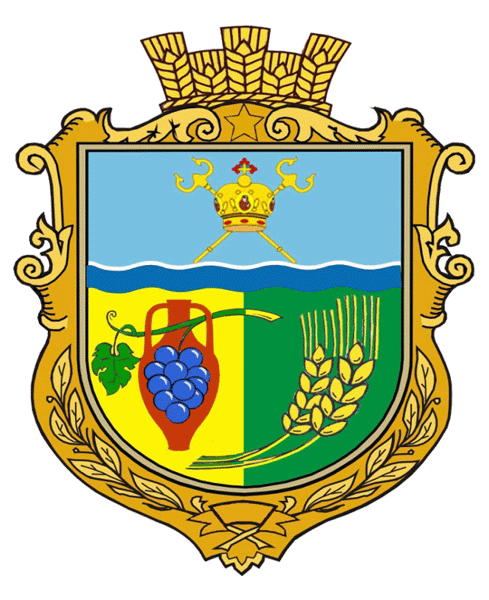
Герб Миколаївського району
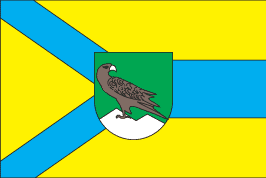
Прапор Первомайського району
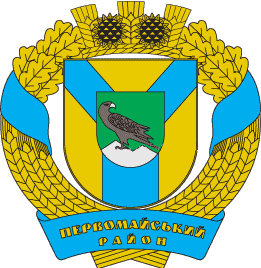
Герб Первомайського району

## Одеська область

Прапор Одеської області
Герб Одеської області

### Райони

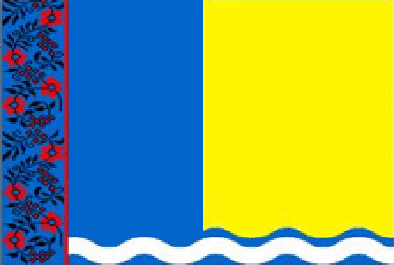
Прапор Березівського району
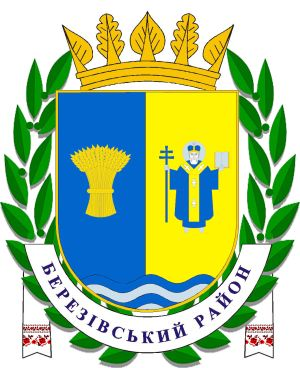
Герб Березівського району
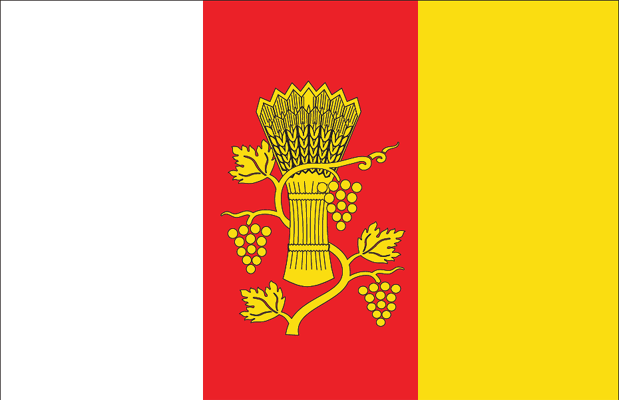
Прапор Білгород-Дністровського району
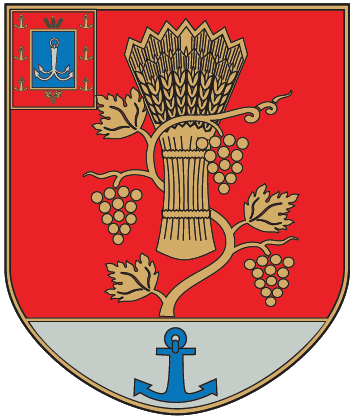
Герб Білгород-Дністровського району
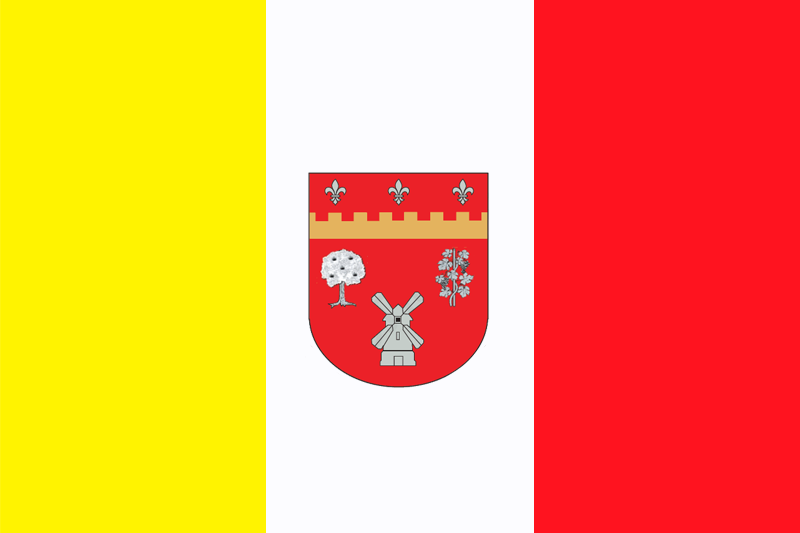
Прапор Болградського району
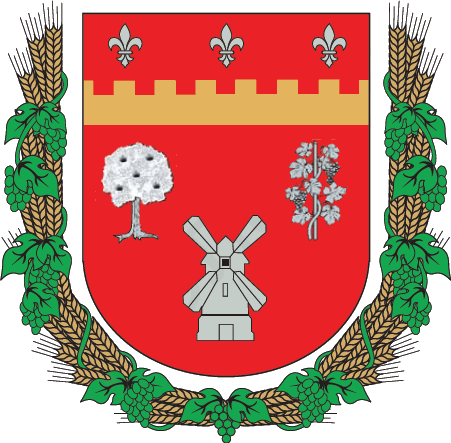
Герб Болградського району
Прапор Ізмаїльського району
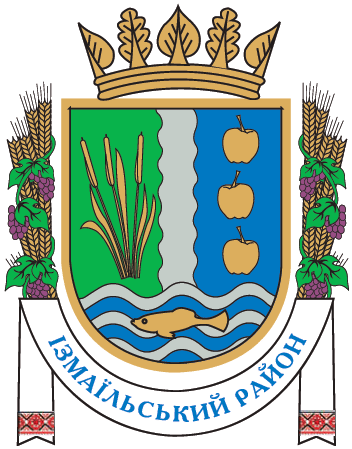
Герб Ізмаїльського району
Прапор Одеського району
Герб Одеського району
Прапор Подільського району
Герб Подільського району
Прапор Роздільнянського району
Герб Роздільнянського району

## Полтавська область

Прапор Полтавської області
Герб Полтавської області

### Райони

Прапор Кременчуцького району
Герб Кременчуцького району
Прапор Лубенського району
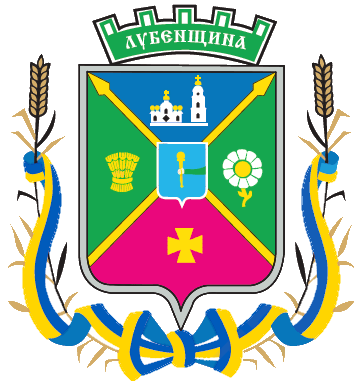
Герб Лубенського району
Прапор Миргородського району
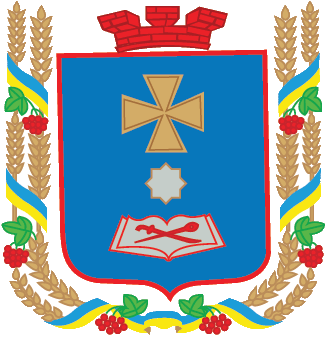
Герб Миргородського району
Прапор Полтавського району
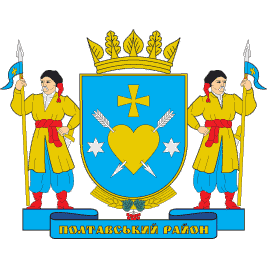
Герб Полтавського району

## Рівненська область

Прапор Рівненської області
Герб Рівненської області

### Райони

Прапор Вараського району
Герб Вараського району
Прапор Дубенського району
Герб Дубенського району
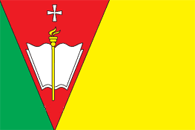
Прапор Рівненського району
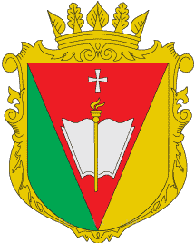
Герб Рівненського району
Прапор Сарненського району
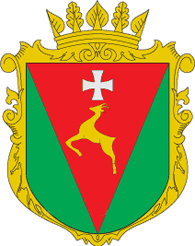
Герб Сарненського району

## Сумська область

Прапор Сумської області
Герб Сумської області

### Райони

Прапор Конотопського району
Герб Конотопського району
Прапор Охтирського району
Герб Охтирського району
Прапор Роменського району
Герб Роменського району
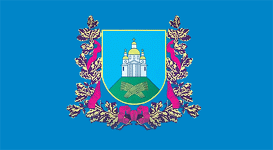
Прапор Сумського району
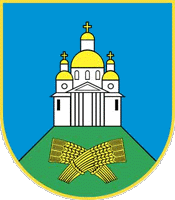
Герб Сумського району
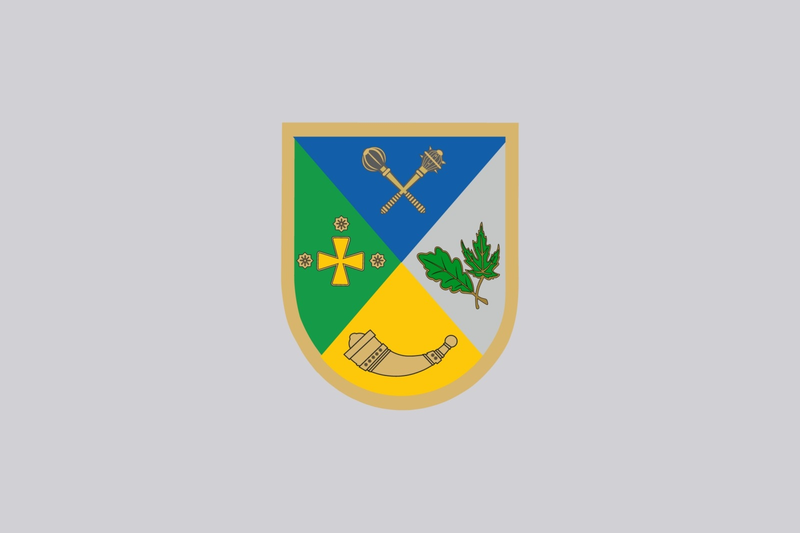
Прапор Шосткинського району
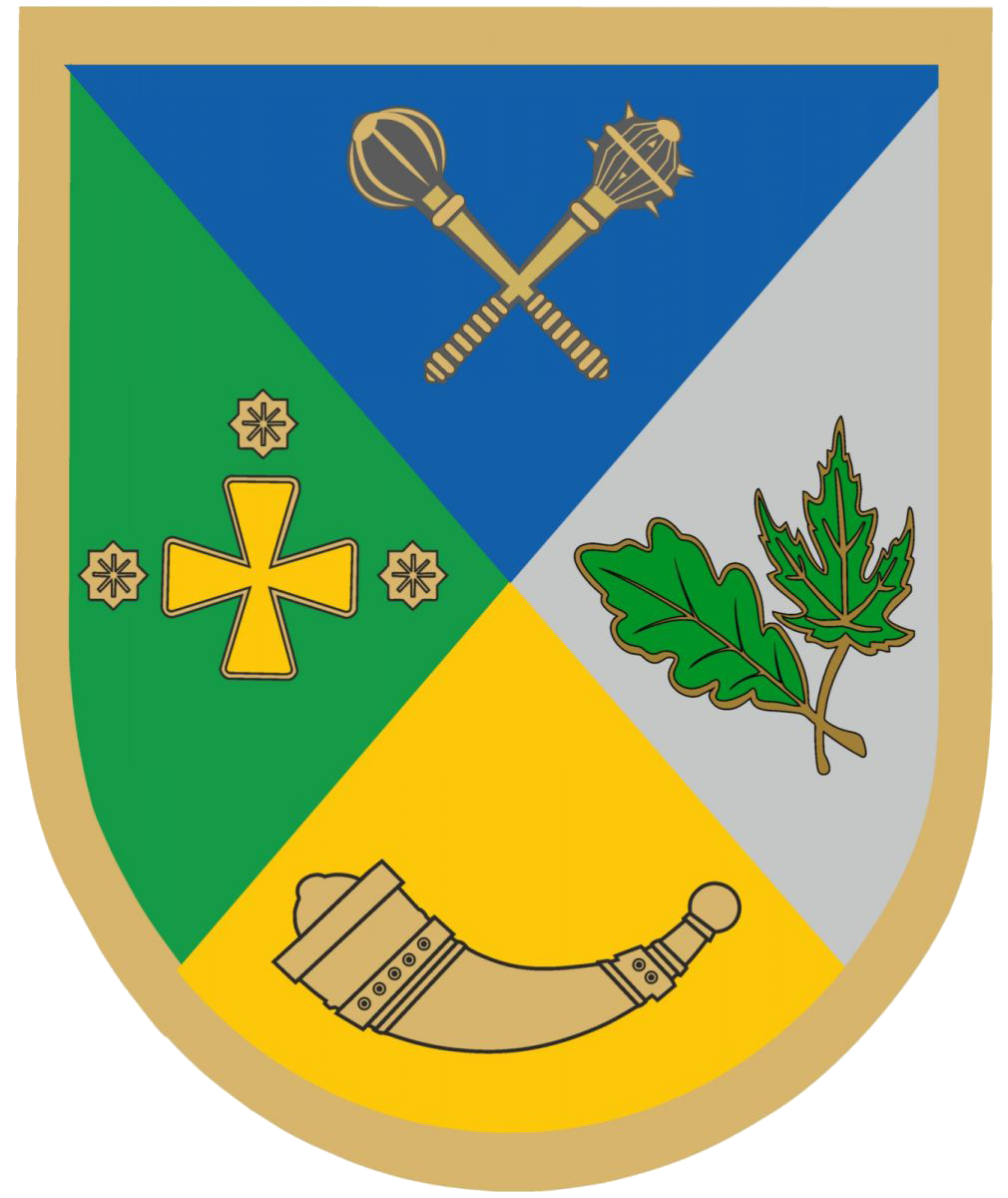
Герб Шосткинського району

## Тернопільська область

Прапор Тернопільської області
Герб Тернопільської області

### Райони

Прапор Кременецького району
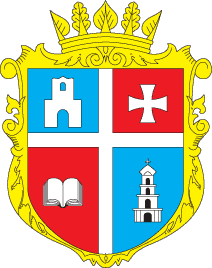
Герб Кременецького району
Хоругва Тернопільського району
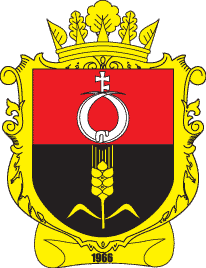
Герб Тернопільського району
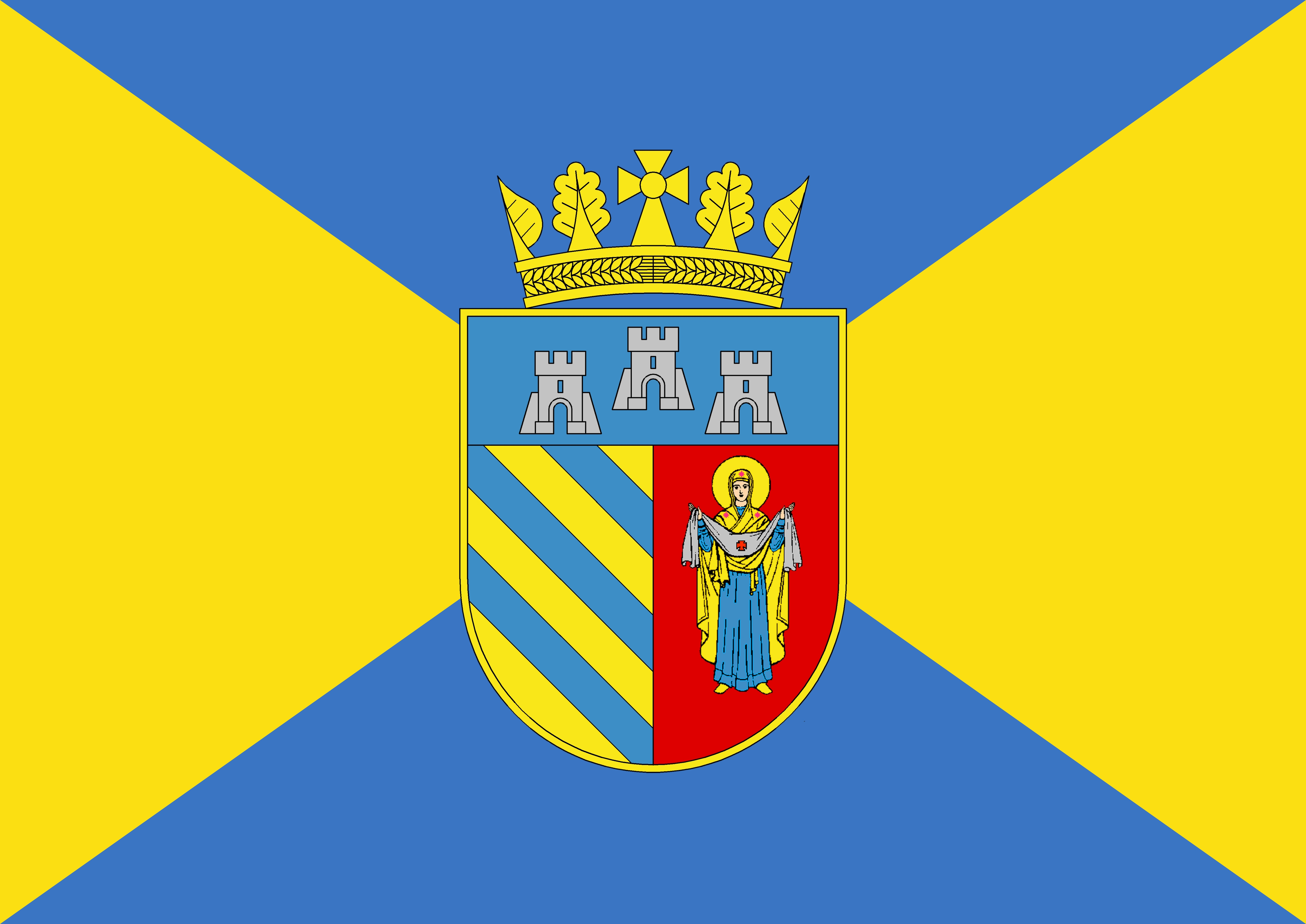
Прапор Чортківського району
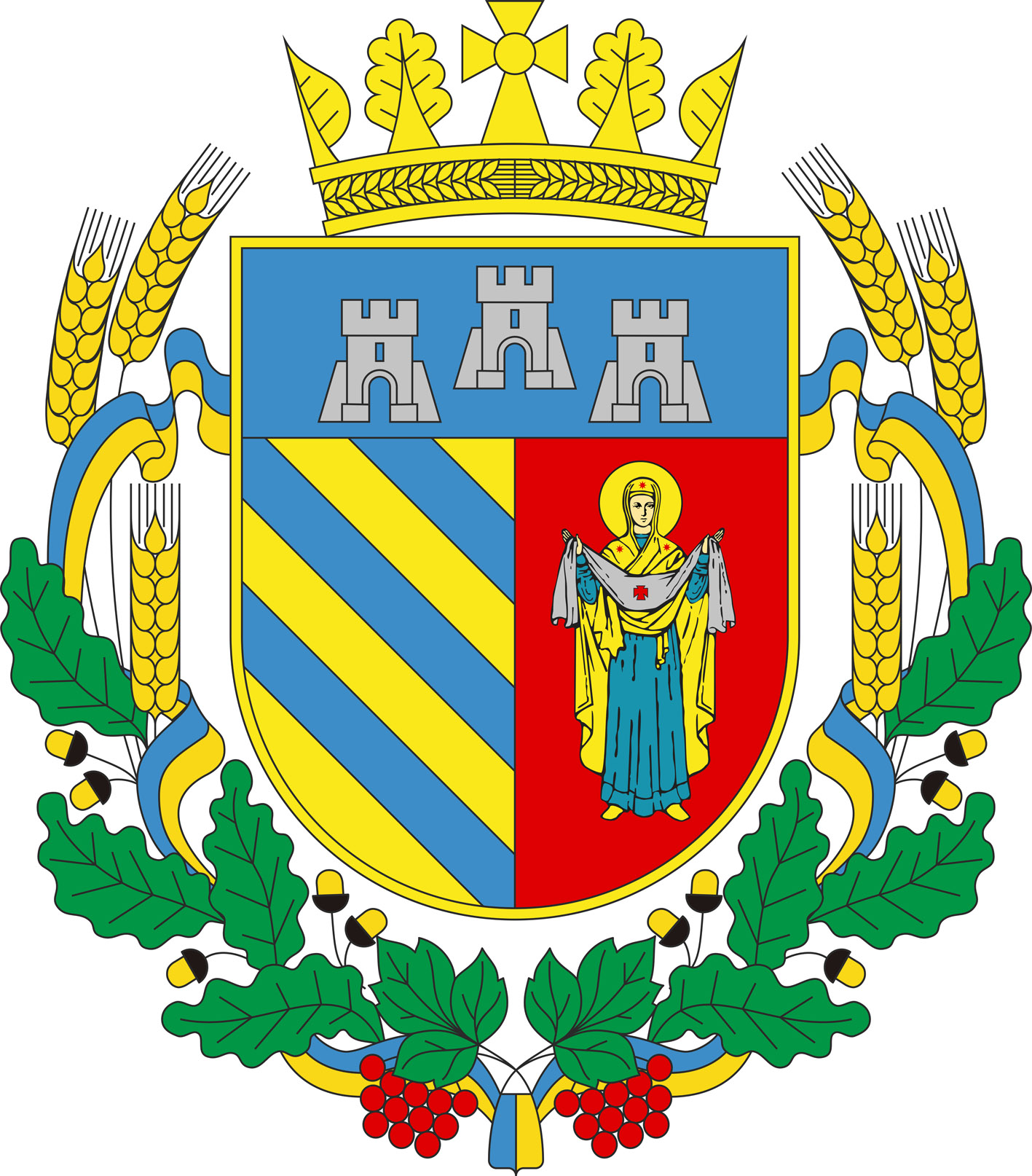
Герб Чортківського району

## Харківська область

Прапор Харківської області
Герб Харківської області

### Райони

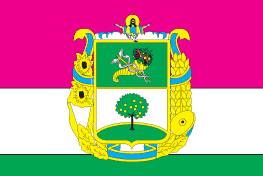
Прапор Богодухівського району
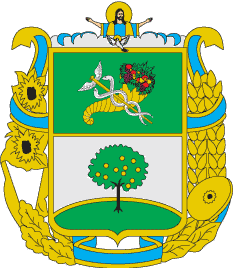
Герб Богодухівського району
Прапор Ізюмського району
Герб Ізюмського району
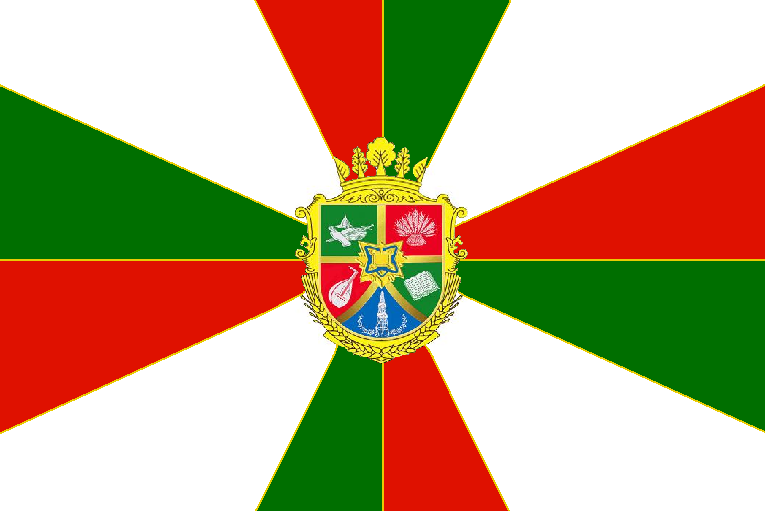
Прапор Красноградського району
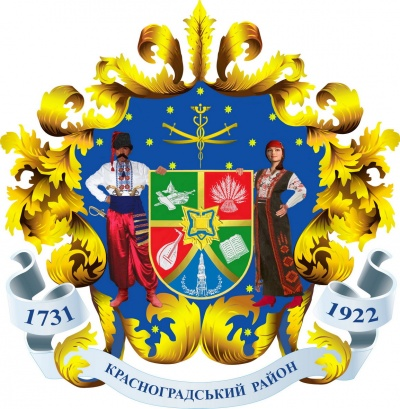
Герб Красноградського району
Прапор Куп'янського району
Герб Куп'янського району
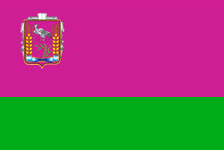
Прапор Лозівського району
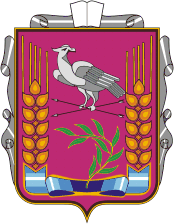
Герб Лозівського району
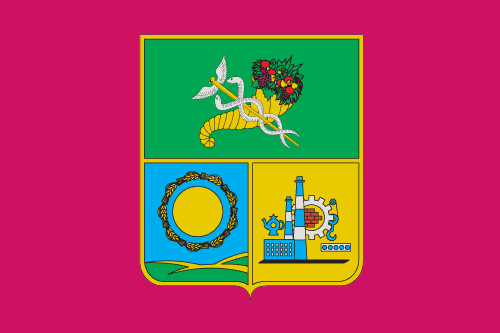
Прапор Харківського району
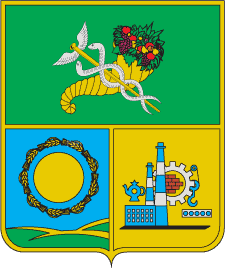
Герб Харківського району
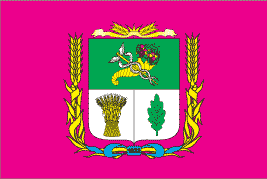
Прапор Чугуївського району
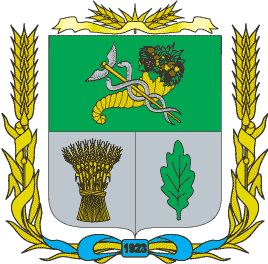
Герб Чугуївського району

## Херсонська область

Прапор Херсонської області
Герб Херсонської області

### Райони

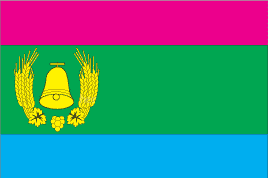
Прапор Бериславського району
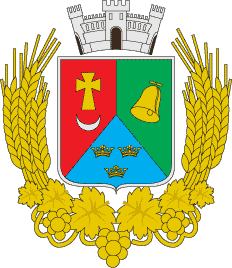
Герб Бериславського району
Прапор Генічеського району
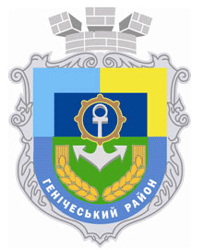
Герб Генічеського району
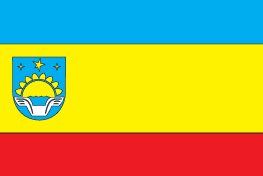
Прапор Каховського району
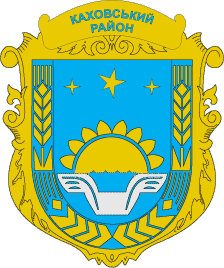
Герб Каховського району
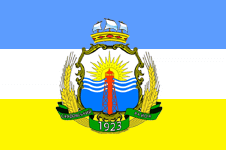
Прапор Скадовського району
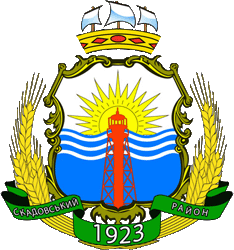
Герб Скадовського району
Прапор Херсонського району
Герб Херсонського району

## Хмельницька область

Прапор Хмельницької області
Герб Хмельницької області

### Райони

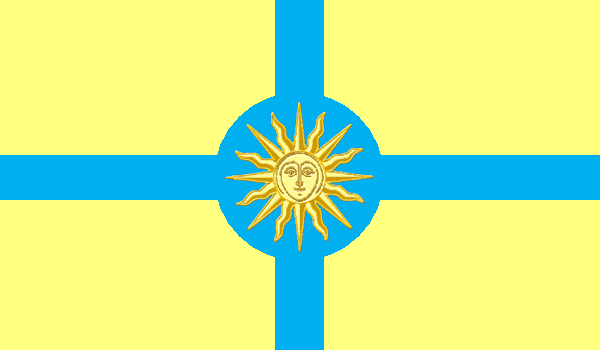
Прапор Кам'янець-Подільського району
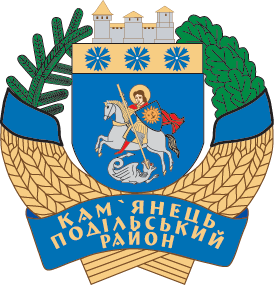
Герб Кам'янець-Подільського району
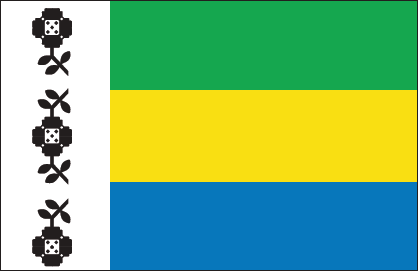
Прапор Хмельницького району
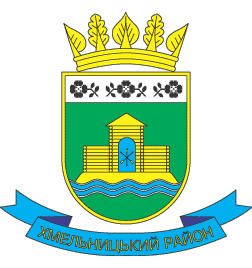
Герб Хмельницького району
Прапор Шепетівського району
Герб Шепетівського району

## Черкаська область

Прапор Черкаської області
Герб Черкаської області

### Райони

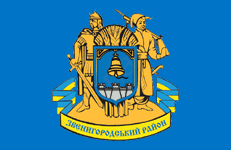
Прапор Звенигородського району (аверс)
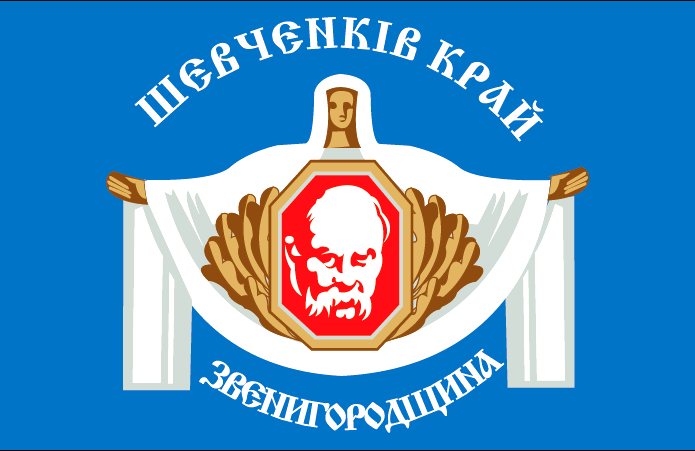
Прапор Звенигородського району (реверс)
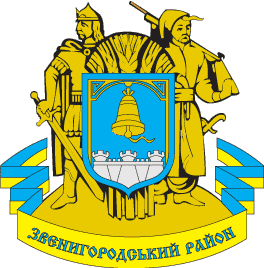
Герб Звенигородського району
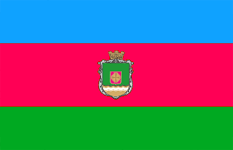
Прапор Золотоніського району
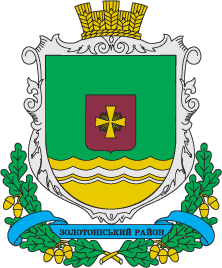
Герб Золотоніського району
Прапор Уманського району
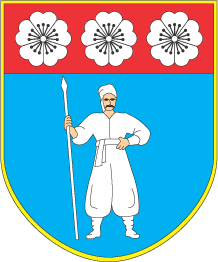
Герб Уманського району
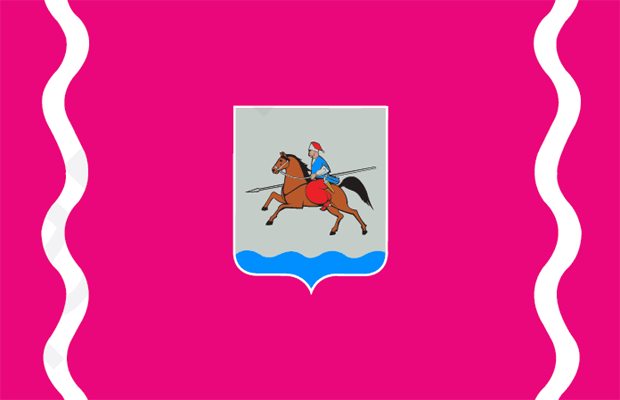
Прапор Черкаського району
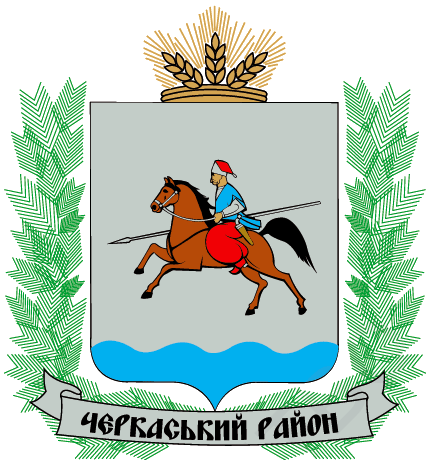
Герб Черкаського району

## Чернівецька область

Прапор Чернівецької області
Герб Чернівецької області

### Райони

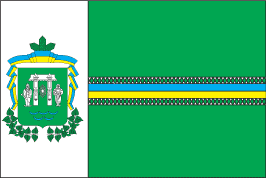
Прапор Вижницького району
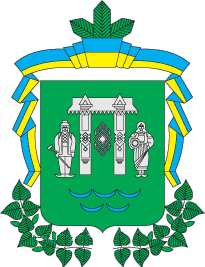
Герб Вижницького району
Прапор Дністровського району
Герб Дністровського району
Прапор Чернівецького району
Герб Чернівецького району

## Чернігівська область

Прапор Чернігівської області
Герб Чернігівської області

### Райони

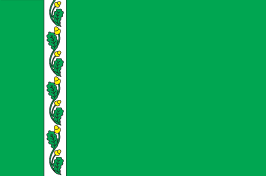
Прапор Корюківського району
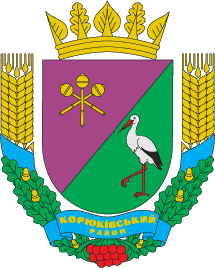
Герб Корюківського району
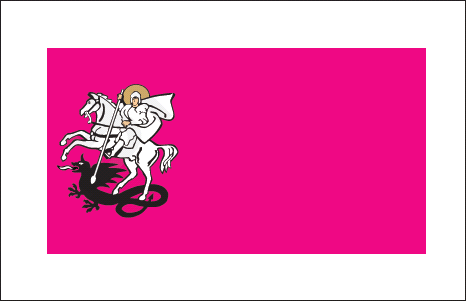
Прапор Ніжинського району
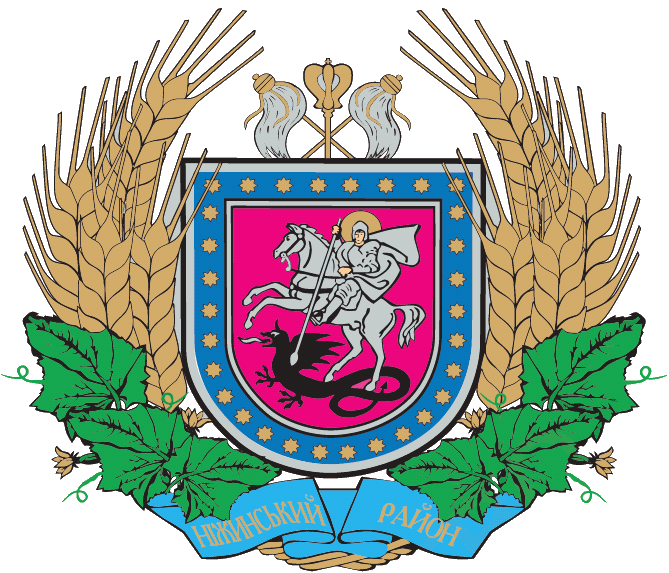
Герб Ніжинського району
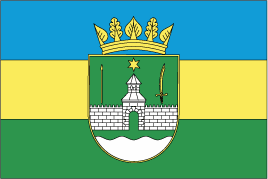
Прапор Новгород-Сіверського району
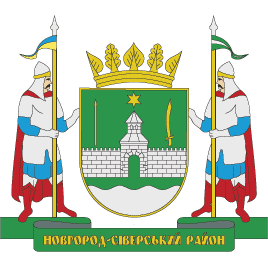
Герб Новгород-Сіверського району
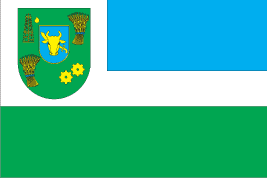
Прапор Прилуцького району
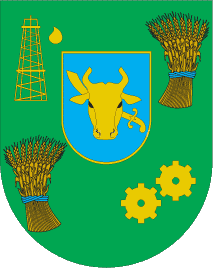
Герб Прилуцького району
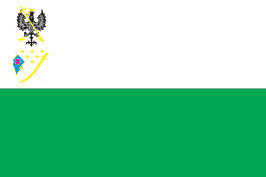
Прапор Чернігівського району
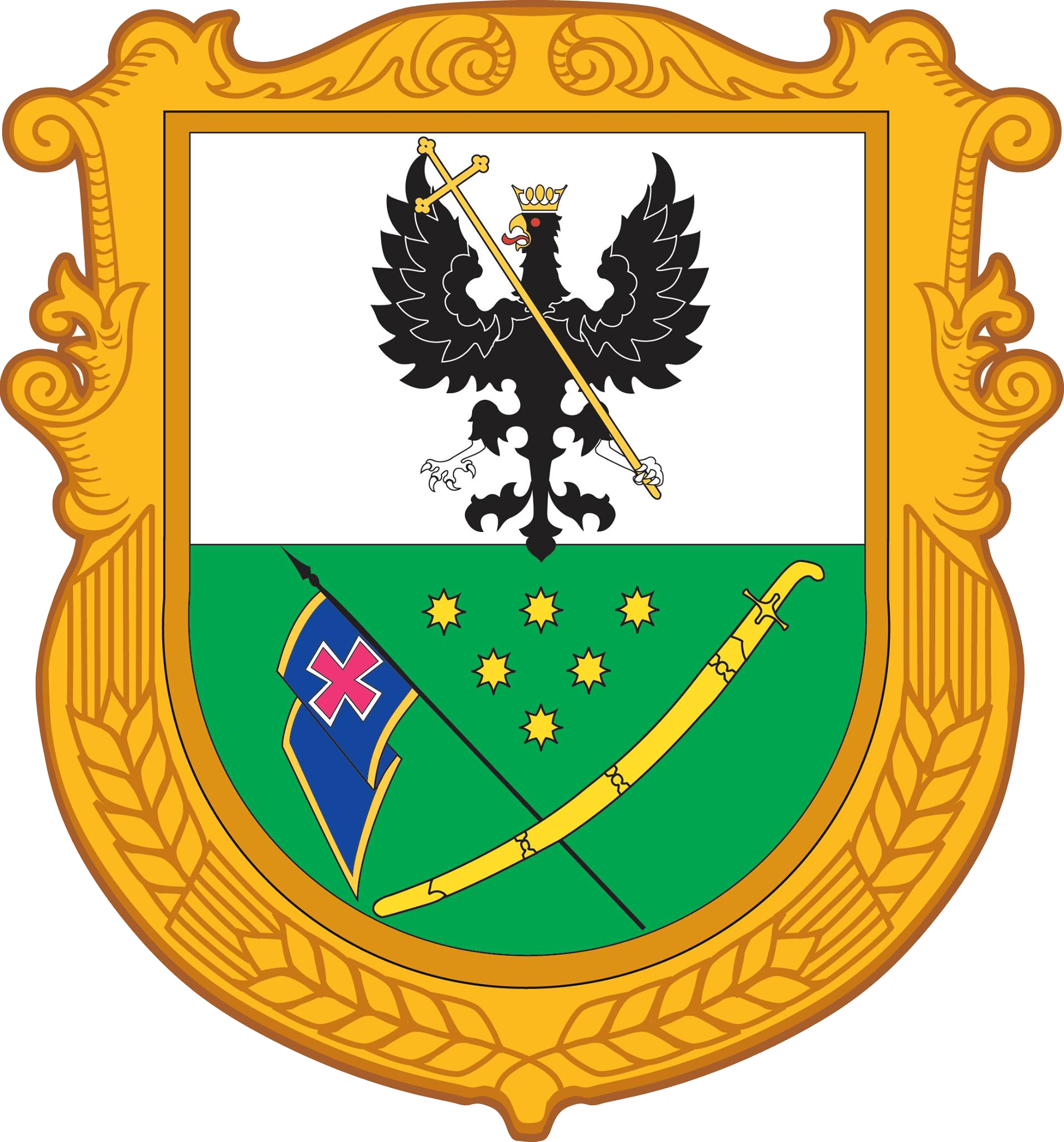
Герб Чернігівського району

## містоКиїв

Прапор Києва
Герб Києва

### Міські райони

Прапор Голосіївського району
Герб Голосіївського району
Прапор Дарницького району
Герб Дарницького району
Прапор Деснянського району
Герб Деснянського району
Прапор Дніпровського району
Герб Дніпровського району
Прапор Оболонського району
Герб Оболонського району
Прапор Печерського району
Герб Печерського району
Прапор Подільського району
Герб Подільського району
Прапор Святошинського району
Герб Святошинського району
Прапор Солом'янського району
Герб Солом'янського району
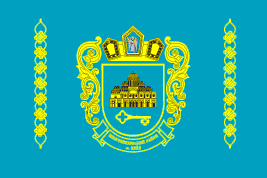
Прапор Шевченківського району
Герб Шевченківського району

## містоСевастополь

Прапор Севастополя
Герб Севастополя

### Міські райони

Прапор Балаклавського району
Герб Балаклавського району
Прапор Гагарінського району
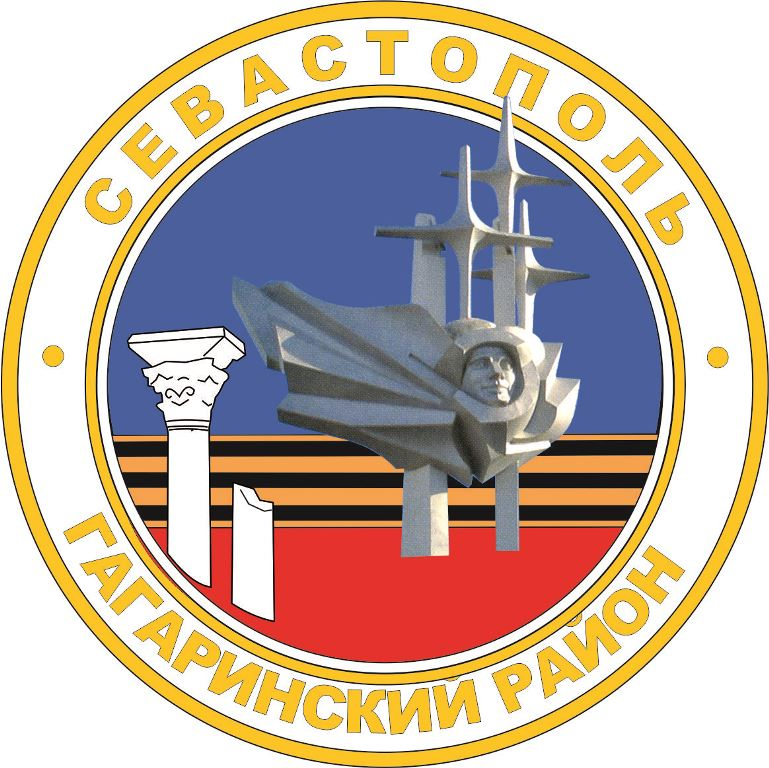
Герб Гагарінського району
Прапор Ленінського району
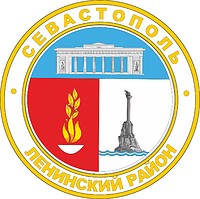
Герб Ленінського району
Прапор Нахімовського району
Герб Нахімовського району